# Kaja Kamp Nielsen
Kaja Kamp Nielsen (* 29. April 1994 in Rebild, Dänemark) ist eine dänische Handballspielerin.

## Vereinskarriere
Kamp Nielsen begann das Handballspielen im Alter von elf oder zwölf Jahren beim dänischen Verein HK Star, für den sie drei Jahre spielte. Anschließend schloss sie sich Visse IF an. Ab 2010 lief die Kreisläuferin für Aalborg DH auf. In der Saison 2012/13 lief Kamp Nielsen insgesamt fünf Mal für die Damenmannschaft von Aalborg DH in der höchsten dänischen Spielklasse auf. Nachdem Aalborg DH 2013 Konkurs gegangen war, schloss sie sich dem Zweitligisten Vendsyssel Håndbold an. 2017 wechselte sie zum Ligakonkurrenten EH Aalborg. Nachdem Kamp Nielsen im Jahre 2018 mit EH Aalborg die Zweitligameisterschaft gewonnen hatte, wechselte sie zum Erstligisten Team Tvis Holstebro. Zur Saison 2020/21 besaß sie einen Vertrag beim deutschen Bundesligisten TuS Metzingen. Der Vertrag wurde jedoch noch vor Saisonbeginn aufgelöst und sie schloss sich dem dänischen Erstligisten Team Esbjerg an. Mit Esbjerg gewann sie 2023 und 2024 die dänische Meisterschaft sowie 2021 und 2022 den dänischen Pokal. Zur Saison 2025/26 wechselte sie zum deutschen Bundesligisten Borussia Dortmund.

## Auswahlmannschaften
Kamp Nielsen bestritt am 20. Juni 2017 ihr Debüt für die dänische Beachhandballnationalmannschaft. Bislang absolvierte sie 20 Länderspiele, in denen sie zwei Punkte erzielte. Nachdem Kamp Nielsen mit Dänemark bei der Beachhandball-Europameisterschaft 2017 den vierten Platz belegt hatte, gewann sie bei der Beachhandball Euro 2019 die Goldmedaille.
Für die Europameisterschaft 2022 war sie mit der dänischen Nationalmannschaft angereist, blieb aber ohne Aufstellung. Sie bestritt am 17. Dezember 2023 bei der Weltmeisterschaft 2023, bei der sie mit Dänemark die Bronzemedaille gewann, ihr Länderspieldebüt gegen Schweden. Kamp Nielsen erzielte zwei Treffer. Im Jahr 2024 gewann sie die Silbermedaille bei der Europameisterschaft.